# Franz Kutschera
Franz Kutschera (né le 22 février 1904 à Oberwaltersdorf, mort le 1er février 1944 à Varsovie) est un SS-Brigadeführer et criminel de guerre. 
Il exerce les fonctions de SS-und Polizeiführer du district de Varsovie, subdivision administrative du Gouvernement général de Pologne.
Il est condamné à mort par la résistance polonaise et exécuté devant le siège de la SS au cours d'une opération spéciale réalisée par une unité de combat de sabotage Kedyw, dirigée par Maria Stypułkowska-Chojecka. Cette exécution est menée en accord avec le gouvernement polonais en exil. A titre de représailles, trois cents personnes sont fusillées dont cent à proximité de l'attaque.

## Sources
- (en) Cet article est partiellement ou en totalité issu de l’article de Wikipédia en anglais intitulé « Franz Kutschera » (voir la liste des auteurs).

1. ↑  Tilar J. Mazzeo, Les Mille Vies d'Irena: La femme qui sauva 2500 enfants juifs, Place des éditeurs, 8 novembre 2018 (ISBN 978-2-7144-7918-1, lire en ligne), p. 281
2. ↑  "Les Combattants de l'ombre" Albin Michel Arte éditions 2011.